# Hakan Hatipoğlu

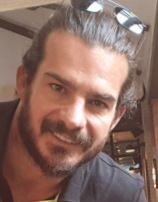
Hakan Hatipoğlu

Hakan Hatipoğlu (* 28. November 1979 in Çanakkale) ist ein türkischer Schauspieler und Fernsehmoderator.

## Leben und Karriere
Hatipoğlu wurde am 28. November 1979 in Çanakkale geboren. Er studierte an der Işık Üniversitesi. Danach absolvierte er die Marmara-Universität. Anschließend nahm er an der Sendung Var Mısın Yok Musun teil. Später heiratete Hatipoğlu Gizem Akın. Danach nahm er 2010 und 2015 an der Sendung Survivor Türkiye. Dort belegte er den sechsten Platz. Sein Debüt gab er 2010 in der Serie Kapadokya Düşleri. Außerdem moderierte er zahlreiche Sendungen.

## Moderation

### Fortlaufend
- seit 2019: Survivor Panorama

### Ehemalig
- 2016–2017: Survivor Panorama
- 2017: Magazin Life
- 2017–2018: Nerede Ne Yesek?
- 2018: Söylemezsem Olmaz
- 2019: Gel Konuşalım

## Filmografie

### Filme
- 2011: Behzat Ç. Seni Kalbime Gömdüm
- 2018: Benim Adım Osssman
- 2021: Masal Zamanı: Melez Prenses

### Serie
- 2009: Kapadokya Düşleri
- 2011–2012: Behzat Ç. Bir Ankara Polisiyesi
- 2011: Tal der Wölfe – Hinterhalt

### Sendung
- 2008–2009: Var Mısın Yok Musun
- 2010: Survivor Kızlar ve Erkekler
- 2013: Alt Mı Üst Mü?
- 2015: Survivor All Stars[3]
- 2017: Ben Bilmem Eşim Bilir
- 2017: İrem Derici ile Eğlenmene Bak
- 2018: Survivor Ünlüler-Gönüllüler
- 2019: Survivor 2019 Türkiye-Yunanistan
- 2021: Survivor Exxen Cup
- 2024: Survivor All Star 2024

## Werbespots
- 2010: Monami Magnum Kalem Ucu
- 2015: Rexona